# 海天中心
海天中心是位于中华人民共和国山东省青岛市的一座摩天大楼，设计高度369米。是在原海天大酒店的基础上建设的。

## 建筑特色
- 本建筑将延续原海天大酒店“六边形”平面形式，期望达到裙房以上每一个房间都有良好的观海视角的效果。[2]

## 功能分区
- 本建筑规划3个塔楼，西塔楼和中塔楼规划建设酒店和写字楼，另外一座塔楼则为公寓。[2]

## 建设历史
- 2011年3月底，于1985年建成的原海天大酒店宣布正式停止营业[3]
- 2013年6月10日，原海天大酒店一期、二期建筑成功拆除[4]
- 2014年12月31日，主楼开始建设。[5]
- 2015年，主体施工开始。[2]
- 2019年6月30日，主塔楼核心筒封顶。[6]